# Miss Supranacional 2019
Miss Supranacional 2019 fue la 11.ª edición del certamen Miss Supranacional, correspondiente al año 2019; la cual se llevó a cabo el 7 de diciembre en el Centro Internacional de Congresos de Katowice de la ciudad de Katowice, Polonia. Candidatas de 77 países y territorios autónomos compitieron por el título. Al final del evento, Valeria Vázquez, Miss Supranacional 2018 de Puerto Rico, coronó a Anntonia Porsild, de Tailandia, como su sucesora.

## Resultados
| Posiciones                | Candidata |
| ------------------------- | --- |
| Miss Supranacional 2019   | - Tailandia - Anntonia Porsild |
| Primera Finalista         | - Namibia - Yana Haenisch |
| Segunda Finalista         | - Indonesia - Jesica Fitriana |
| Tercera Finalista         | - Perú - Janick Maceta |
| Cuarta Finalista          | - Venezuela - Gabriela de la Cruz |
| Semifinalistas (Top 10)   | - Colombia - Yaiselle Tous - Estados Unidos - Regina Gray - Panamá - Krysthelle Barretto - República Checa - Hana Vágnerová - Vietnam - Nguyễn Thị Ngọc Châu |
| Cuartofinalistas (Top 25) | - Argentina - Avril Marco - Camerún - Angèle Kossinda - Filipinas - Resham Ramirez - Guatemala - Andrea Radford - India - Shefali Sood - Irlanda - Jessica VanGaalen - Islandia - Hugrún Birta Egilsdóttir - México - Dariana Urista - Nueva Zelanda - Eva Louise Wilson - Países Bajos - Nathalie Mogbelzada - Polonia - Kamila Świerc - Puerto Rico - Shaleyka Vélez - República Dominicana - Yaliza Burgos - Singapur - Naomi Huth - Trinidad y Tobago - Yia-Loren Gomez |

### Reinas Continentales
| Continente | Candidata                              |
| ---------- | -------------------------------------- |
| África     | - Camerún - Angèle Kossinda            |
| América    | - Estados Unidos - Regina Gray         |
| Asia       | - Vietnam - Nguyễn Thị Ngọc Châu       |
| Caribe     | - República Dominicana - Yaliza Burgos |
| Europa     | - República Checa - Hana Vágnerová     |
| Oceanía    | - Nueva Zelanda - Eva Louise Wilson    |

## Premios Especiales
| Título             | Candidata                            |
| ------------------ | ------------------------------------ |
| Miss Fotogénica    | - Finlandia - Viivi Altonen          |
| Miss Talento       | - Singapur - Naomi Huth              |
| Miss Simpatía      | - Escocia - Aimee McGarvie           |
| Mejor Traje Típico | - México - Dariana Urista            |
| Miss Elegancia     | - Países Bajos - Nathalie Mogbelzada |
| Miss Entrevista    | - Filipinas - Resham Ramirez         |
| Miss Influencer    | - Países Bajos - Nathalie Mogbelzada |
| Voto Fan           | - Indonesia - Jesica Fitriana        |

### Miss Supramodel
| Título                  | Candidata                               |
| ----------------------- | --------------------------------------- |
| Miss Supramodel África  | - Guinea Ecuatorial - Alba Isabel Obama |
| Miss Supramodel América | - Colombia - Yaiselle Tous              |
| Miss Supramodel Asia    | - Macao - Christina Zheng               |
| Miss Supramodel Caribe  | - Puerto Rico - Shaleyka Vélez          |
| Miss Supramodel Europa  | - Islandia - Hugrún Birta Egilsdóttir   |
| Miss Supramodel Oceanía | - Australia - Alexandra Wallace         |

### Supra Influencer
| Resultados | Candidatas |
| ---------- | --- |
| Ganadora   | - Países Bajos - Nathalie Mogbelzada |
| Top 10     | - Australia - Alexandra Wallace - Canadá - Gloren Guelos - Escocia - Aimee McGarvie - India - Shefali Sood - Malta - Rebecca Pace - Ruanda - Shanitah Umunyana - Singapur - Naomi Huth - Sudáfrica - Leyla Van Greuning - Zambia - Mercy Mukwiza |

### Miss Elegancia
| Resultados | Candidatas                           |
| ---------- | ------------------------------------ |
| Ganadora   | - Países Bajos - Nathalie Mogbelzada |
| 2° lugar   | - Vietnam - Nguyễn Thị Ngọc Châu     |
| 3° lugar   | - Venezuela - Gabriela de la Cruz    |

## Candidatas
77 candidatas compitieron por el título:
(En la tabla se utiliza su nombre completo, los sobrenombres van entrecomillados y los apellidos utilizados como nombre artístico, entre paréntesis; fuera de ella se utilizan sus nombres «artísticos» o simplificados).
| País/Territorio                      | Candidata                            | Edad | Residencia             |
| ------------------------------------ | ------------------------------------ | ---- | ---------------------- |
| Albania                              | Arta Çelaj                           | 18   | Tropojë                |
| Alemania                             | Derya Izabella Koch                  | 26   | Schwabach              |
| Argentina                            | Avril Marco De Cicco                 | 20   | Santiago del Estero    |
| Australia                            | Alexandra Wallace                    | 28   | Orange                 |
| Barbados                             | Stevie Marie Miles                   | 23   | Bridgetown             |
| Bélgica                              | Camilia Martinez                     | 20   | Lieja                  |
| Bielorrusia                          | Karolina Borisevich                  | 22   | Grodno                 |
| Bolivia                              | María Elena Antelo Molina            | 25   | Riberalta              |
| Brasil                               | Fernanda Maria do Carmo Souza        | 24   | Joinville              |
| Camerún                              | Angèle Kossinda Bourmassou           | 26   | Duala                  |
| Canadá                               | Denise Gloren Guelos                 | 24   | Surrey                 |
| Chile                                | Katherine Diana Muñoz Ortiz          | 28   | Viña del Mar           |
| Colombia                             | Yaiselle Lucía Tous Tejada           | 23   | Cartagena de Indias    |
| Corea del Sur                        | Whee Laura Kwon                      | 26   | Seúl                   |
| Costa de Marfil                      | Zao Ouhonssio                        | 23   | Abiyán                 |
| Costa Rica                           | Lohana Aguilar Rojas                 | 21   | Cartago                |
| Croacia                              | Helena Krnetić                       | 19   | Zagreb                 |
| Ecuador                              | María Fernanda Yépez Montesdeoca     | 26   | Manta                  |
| Escocia                              | Aimee McGarvie                       | 26   | Carlisle               |
| Eslovaquia                           | Natália Hrušovská                    | 21   | Nitra                  |
| España                               | Aitana Jiménez Zedán                 | 19   | Santa Cruz de Tenerife |
| Estados Unidos                       | Regina Gray                          | 28   | Milwaukee              |
| Etiopía                              | Hanna Abate                          | 24   | Adís Abeba             |
| Filipinas                            | Resham Ramirez Saeed                 | 25   | Buluán                 |
| Finlandia                            | Viivi Altonen                        | 23   | Tampere                |
| Francia                              | Sheryna van der Koelen               | 26   | Saint-François         |
| Gales                                | Emily Ryan                           | 20   | Midlands del Este      |
| Guatemala                            | Andrea Aguilar Radford               | 24   | Barberena              |
| Guinea Ecuatorial                    | Alba Isabel Obama Moliko             | 19   | Mbini                  |
| Haití                                | Schneidine Scheena Mondésir          | 20   | Puerto Príncipe        |
| Honduras                             | Katherine Nicole Ponce Chávez        | 25   | San Pedro Sula         |
| Hungría                              | Szimonetta Fekszi                    | 24   | Szabolcs-Szatmár-Bereg |
| India                                | Shefali Sood                         | 24   | Lucknow                |
| Indonesia                            | Jesica Fitriana Martasari Alfharisi  | 23   | Bogor                  |
| Inglaterra                           | Kirsty Lerchundi                     | 18   | Bath                   |
| Irlanda                              | Jessica Jewel VanGaalen              | 28   | Mesa                   |
| Irlanda del Norte                    | Nicholle Hembra                      | 28   | Londres                |
| Islandia                             | Hugrún Birta Egilsdóttir             | 23   | Garðabær               |
| Islas Vírgenes de los Estados Unidos | Destani Noel Huffman Jefferson       | 24   | Richmond               |
| Jamaica                              | Kimberly Dawkins                     | 25   | Kingston               |
| Japón                                | Natsumi Takenaka                     | 27   | Osaka                  |
| Kenia                                | Emma Hosea                           | 25   | Nakuru                 |
| Laos                                 | Poulatda Saiydonekhong               | 21   | Attapeu                |
| Lituania                             | Jurate Stasiunaite                   | 28   | Vilna                  |
| Macao                                | Christina Zheng                      | 22   | Ciudad de Macao        |
| Malta                                | Rebecca Pace                         | 21   | Birżebbuġa             |
| Mauricio                             | Urvashi Haurheeram                   | 24   | Grand-Baie             |
| México                               | Dariana Giselle Urista Soto          | 20   | Culiacán               |
| Myanmar                              | Eaint Myat Cheal                     | 27   | Chaungzon              |
| Namibia                              | Yana Haenisch                        | 23   | Walvis Bay             |
| Nepal                                | Rose Lama                            | 20   | Jorpati                |
| Nigeria                              | Oluchi Kalu                          | 24   | Abia                   |
| Nueva Zelanda                        | Eva Louise Wilson                    | 22   | Tauranga               |
| Países Bajos                         | Nathalie Yasmin Mogbelzada           | 22   | Ámsterdam              |
| Panamá                               | Krysthelle Barreto Reichlin          | 24   | David                  |
| Paraguay                             | Noelia Katherine Masi Zárate         | 18   | San Lorenzo            |
| Perú                                 | Janick Alexandra Maceta del Castillo | 24   | Lima                   |
| Polonia                              | Kamila Świerc                        | 20   | Opole                  |
| Portugal                             | Carolina Leitão Marques Liquito      | 23   | Lisboa                 |
| Puerto Rico                          | Shaleyka Cristine Vélez Avilés       | 26   | Aguada                 |
| República Checa                      | Hana Vágnerová                       | 25   | Brno                   |
| República Dominicana                 | Yaliza Burgos                        | 26   | Samaná                 |
| Ruanda                               | Shanitah Umunyana                    | 20   | Kigali                 |
| Rumania                              | Alexandra Stroe                      | 20   | Bucarest               |
| Rusia                                | Valeriya Skolota                     | 21   | Stávropol              |
| Sierra Leona                         | Esther Yeanoh Kamara                 | 22   | Freetown               |
| Singapur                             | Naomi Huth                           | 19   | Ciudad de Singapur     |
| Sri Lanka                            | Wasana Gunasekara                    | 25   | Gampaha                |
| Sudáfrica                            | Leyla Van Greuning                   | 20   | Johannesburgo          |
| Surinam                              | Sri-Dewi Martomamat                  | 21   | Paramaribo             |
| Tailandia                            | Anntonia Porsild                     | 22   | Bangkok                |
| Trinidad y Tobago                    | Yia-Loren Gomez                      | 27   | Arima                  |
| Turquía                              | Büşra Turan                          | 20   | Estambul               |
| Ucrania                              | Olena Liashuk                        | 21   | Lutsk                  |
| Venezuela                            | Gabriela Isabel de la Cruz Brito     | 19   | San Felipe             |
| Vietnam                              | Nguyễn Thị Ngọc Châu                 | 25   | Tây Ninh               |
| Zambia                               | Mercy Mukwiza                        | 26   | Lusaka                 |

### Candidatas retiradas
- Bangladés - Tangia Zaman Methila
- Dinamarca - Monika Midjord Nolsøe
- Guadalupe - Amira Mehenni
- Kosovo - Monika Ndoj
- Montenegro - Maja Vujović

### Candidatas reemplazadas
- Albania - Klea Bushi fue reemplazada por Arta Celaj.
- Haití - Weslyne Paul Miyou fue reemplazada por Schneidine Scheena Mondésir.
- Kenia - Tracey Lorraine fue reemplazada por Emma Hosea.
- Sierra Leona - Ramatu Wurie fue reemplazada por Esther Yeanoh Kamara.
- Sri Lanka - Romane Dananjani fue reemplazada por Wasana Gunasekara.

## Sobre los países en Miss Supranacional 2019

### Naciones debutantes
- Barbados
- Zambia

### Naciones que regresan a la competencia
Compitieron por última vez en 2013:
- Camerún
- Costa de Marfil
- Honduras
- Islas Vírgenes de los Estados Unidos
- Sierra Leona

Compitieron por última vez en 2015:
- Irlanda
- Irlanda del Norte
- Islandia
- Lituania

Compitieron por última vez en 2016:
- Macao
- Sri Lanka
- Trinidad y Tobago

Compitieron por última vez en 2017:
- Alemania
- Chile
- Escocia
- Etiopía
- Gales
- Perú

### Naciones que se retiran de la competencia
- China
- Dinamarca
- El Salvador
- Eslovenia
- Grecia
- Guadalupe
- Italia
- Líbano
- Malasia
- Moldavia
- Montenegro
- Pakistán
- Suecia
- Suiza
- Togo